# Parliament Hill (Smith & Burrows)
Parliament Hill is een nummer van het Britse muziekduo Smith & Burrows uit 2020. Het is de derde single van hun tweede studioalbum Only Smith & Burrows Is Good Enough.
"Parliament Hill" is een ingetogen ballad met een prominente rol voor de piano. De titel verwijst naar het gelijknamige park in het noordwesten van Londen. Het nummer is dan ook een ode aan de Britse hoofdstad. Zowel Tom Smith als Andy Burrows hebben Londen in 2020 verlaten. Beiden hebben veel in Londen meegemaakt, en wilden daarom met "Parliament Hill" een hommage brengen aan de stad. Smith noemde het nummer zijn "favoriete track" van het album.
Het nummer werd ook het themalied voor 3FM Serious Request 2020. Desondanks wist het geen Nederlandse hitlijsten te bereiken. Wel behaalde de plaat in Vlaanderen de Tipparade.